# Curetis tsushimana
Curetis tsushimana är en fjärilsart som beskrevs av Hans Fruhstorfer 1908. Curetis tsushimana ingår i släktet Curetis och familjen juvelvingar. Inga underarter finns listade i Catalogue of Life.